# San Antonio Suchitepéquez
San Antonio Suchitepéquez är en kommunhuvudort i Guatemala.   Den ligger i kommunen Municipio de San Antonio Suchitepéquez och departementet Departamento de Suchitepéquez, i den sydvästra delen av landet, 100 km väster om huvudstaden Guatemala City. San Antonio Suchitepéquez ligger 393 meter över havet och antalet invånare är 10 951.
Terrängen runt San Antonio Suchitepéquez är kuperad norrut, men söderut är den platt. Terrängen runt San Antonio Suchitepéquez sluttar söderut. Runt San Antonio Suchitepéquez är det ganska tätbefolkat, med 214 invånare per kvadratkilometer. Närmaste större samhälle är Mazatenango, 9,3 km väster om San Antonio Suchitepéquez. I omgivningarna runt San Antonio Suchitepéquez växer huvudsakligen savannskog.